# امحجنون (مودية)

تعديل مصدري - تعديل

امحجنون هي إحدى قرى عزلة مودية بمديرية مودية التابعة لمحافظة أبين، بلغ تعداد سكانها 118 نسمة حسب تعداد اليمن لعام 2004.